# Microgomphus zebra
Microgomphus zebra – gatunek ważki z rodziny gadziogłówkowatych (Gomphidae).